# Chi vuole essere Fabri Fibra?
| Recensione | Giudizio |
| ---------- | -------- |
| Ondarock   |          |

Chi vuole essere Fabri Fibra? è il quinto album in studio del rapper italiano Fabri Fibra, pubblicato il 10 aprile 2009 dalla Universal.

## Descrizione
L'album, nella versione fisica, include un DVD con scene inedite della vita privata di Fabri Fibra, oltre ad alcune registrazioni in studio. Il titolo del DVD fa riferimento allo stile di vita del rapper, suggerendo l'idea di chi desidererebbe vivere come lui. Si tratta del primo album di Fibra in cui non compare alcuna collaborazione con il fratello minore Nesli.
Il primo singolo estratto dal disco è Incomprensioni ed è cantato in compagnia di Federico Zampaglione, voce dei Tiromancino, mentre il secondo singolo estratto è Speak English, il cui video è stato registrato a Londra. Il brano Donna famosa è stato usato come colonna sonora nel videogioco di EA sports FIFA 10, divenendo il primo brano hip hop italiano ad esserlo.

## Tracce
Testi di Fabrizio Tarducci, eccetto dove indicato.
1. Chi vuole essere Fabri Fibra? (feat. Daniele Vit) – 3:57 (testo: Fabrizio Tarducci, Daniele Vit – musica: Massimiliano Dagani, Luca Porzio, Daniele Vit)
2. 10 euro in tasca (feat. Supa) – 4:07 (testo: Fabrizio Tarducci, Fabrizio Nano – musica: Massimiliano Dagani, Luca Porzio, Daniele Vit)
3. Speak English – 3:57 (musica: Massimiliano Dagani, Luca Porzio, Daniele Vit)
4. Donna famosa – 4:21 (musica: Massimiliano Dagani, Luca Porzio, Daniele Vit)
5. Via vai (feat. Dargen D'Amico) – 4:19 (testo: Fabrizio Tarducci, Jacopo D'Amico – musica: Stefano Breda)
6. In quel posto – 3:55 (musica: Stefano Breda)
7. Extralarge (feat. Vincenzo da Via Anfossi) – 3:43 (testo: Fabrizio Tarducci, Vincenzo De Cesare – musica: Steve Fraschini, Rémi Tobbal)
8. In testa (feat. Noyz Narcos) – 3:52 (testo: Fabrizio Tarducci, Emanuele Frasca – musica: Steve Fraschini, Rémi Tobbal)
9. Alla fine di tutto questo – 4:27 (musica: Steve Fraschini, Rémi Tobbal)
10. Incomprensioni (feat. Federico Zampaglione) – 4:23 (testo: Fabrizio Tarducci, Federico Zampaglione – musica: Federico Zampaglione, Andrea Pesce, Camilla Triolo)

## Formazione
Musicisti
- Fabri Fibra – voce
- Daniele Vit – voce aggiuntiva (traccia 1)
- Supa – voce aggiuntiva (traccia 2)
- Dargen D'Amico – voce aggiuntiva (traccia 5)
- Vincenzo da Via Anfossi – voce aggiuntiva (traccia 7)
- Noyz Narcos – voce aggiuntiva (traccia 8)
- Federico Zampaglione – voce aggiuntiva (traccia 10)
- Marco Zangirolami – arrangiamento

Produzione
- Big Fish – produzione (tracce 1, 2, 3 e 4)
- DJ Nais – produzione (tracce 1, 2, 3 e 4)
- Daniele Vit – produzione (tracce 1, 2, 3 e 4)
- Mastermaind – produzione (tracce 5 e 6)
- Medeline – produzione (tracce 7, 8 e 9)
- Federico Zampaglione – produzione (traccia 10)
- Andrea Pesce – produzione (traccia 10)
- Camilla Triolo – produzione (traccia 10)

## Classifiche
| Classifica (2009) | Posizione massima |
| ----------------- | ----------------- |
| Italia            | 7                 |